# Cote d'avenir
La cote d'avenir est un indicateur utilisé par les instituts de sondages illustrant la « volonté [d'un groupe] de voir tel ou tel personnage dans le paysage politique dans le futur, et non [si les membres de ce groupe] iront voter pour lui ou non dans [l'immédiat] ».
La cote d'avenir est différente de l'indice de popularité (qui repose à l'IFOP sur la question « êtes-vous satisfait ou mécontent ? ») et de la cote de confiance (qui repose chez Kantar TNS sur la question « faites-vous confiance pour résoudre les problèmes ? »)

## Données historiques
En France, Kantar TNS (à l'origine Sofres puis TNS-Sofres) sonde tous les mois les cotes d'avenir des personnalités politiques de premier plan au moment de l'enquête depuis 1981.

## Sources